# Cruiser Tank Mk VIII Cromwell
Der Cruiser Tank Mk VIII Cromwell (A27M) (Cromwell Cruiser Tank) war ein britischer Panzerkampfwagen der Cruiser Tank-Klasse, der im Zweiten Weltkrieg entwickelt und in Großbritannien gebaut wurde. Das ursprüngliche Entwicklungsprojekt des Cromwell von Ende 1940 führte durch den Wettbewerb verschiedener Firmen letztlich zu drei Fahrzeugen: dem A24 Cavalier, dem A27L Centaur und dem A27M Cromwell.
Der Cromwell und seine Entwicklungsgeschwister waren eine Weiterentwicklung des Crusader und lieferten die Grundlage für den späteren Comet.

## Entwicklung
Das zuständige Amt für die Entwicklung eines neuen Panzertypen benannte den Nachfolger für den Crusader nach dem britischen Revolutionsführer und Militärdiktator Oliver Cromwell.
Hintergrund der Neuentwicklung war die Erkenntnis, dass Covenanter und Crusader einige konzeptionelle Fehler aufwiesen, die in einem Nachfolgemodell behoben werden sollten. Zu diesem Zweck wurde der Industrie Ende 1940 eine Spezifikation für einen neuen Panzer aufgegeben. Das „Tank Board“, der Panzerausschuss, beriet im Januar 1941 darüber.
Drei Unternehmen begannen 1941 mit der Entwicklungsarbeit für den neuen Typen:
- Vauxhall – mit einer kleineren Version des Churchill (Projekt A25)
- Nuffield Mechanisation und Aero – ein überarbeitetes Crusader–Konzept (Projekt A24)
- Leyland Motors – an der Produktion von Covenanter und Crusader beteiligt, ging man von einem Crusader-ähnlichen Fahrgestell mit einem für Panzer geänderten Rolls-Royce-Merlin-Flugzeugmotor und dem neuen Merritt-Brown-Getriebe des aktuellen Churchill aus.

Kontinuierlich war man bezüglich der Technik beeinflusst von den aktuellen Erfahrungen mit dem Crusader und anderen Panzern in Nordafrika. Da sämtliche Merlin-Motoren für die Flugzeugproduktion benötigt wurden, erteilte man für einen überarbeiteten Entwurf des A24 ohne weitere Erprobung einen Auftrag über 500 Fahrzeuge, im Bewusstsein, dass dieses Fahrzeug nicht die eigentliche Lösung war, die man anstrebte. Vom Crusader Mk III kommend, wurde die Panzerung auf bis zu 76 mm verstärkt und die Ketten wurden breiter. Damit war das erste Fahrzeug in diesem Cromwell-Entwicklungsprozess der Cruiser Tank Mk VII (A24) Cavalier, beziehungsweise der Cromwell I, der dann bei höherem Gewicht und gleicher Motorisierung wie der Crusader spürbar langsamer war (5 mph).
Das von Leyland entworfene A27-Konzept basierte wesentlich auf dem leistungsstarken Meteor-Motor. Die Firma Birmingham Carriage & Wagon erhielt den Auftrag die Produktion des A27 zu führen. Nachdem immer noch nicht genug Meteor-Motoren vorhanden waren, erhielt im November 1941 die Firma English Electric einen Entwicklungsauftrag für den Cromwell II mit dem Liberty-Motor, dieser hieß dann Cruiser Tank Mk VIII (A27L) Centaur. Die 395 PS leistenden V12-Liberty-Motoren ermöglichten trotz des modernen Merrit-Brown-Getriebe keine höhere Geschwindigkeit als 24 mph. Die Centaur wurden ab Juni 1942 gefertigt, und es wurden insgesamt 950 Panzer gebaut. Schon im Juli 1943 wurde diese Variante wegen hoher Ausfallraten durch technische Defekte und wegen ihrer Untermotorisierung als nicht tauglich für die Front klassifiziert. Die Nachrüstung mit Meteor-Motoren begann bereits 1943. Die Centaur-Produktion endete schließlich 1944, nicht umgerüstete Centaur wurden an Ausbildungseinheiten abgegeben, zu Spezialpanzern umgebaut und 80 Fahrzeuge waren mit einer 95-mm-Haubitze zur Infanterieunterstützung den Einheiten der Armored Support Group der Royal Marines übergeben worden.
Der ursprüngliche Cromwell III war der Typ Cruiser Tank Mk VIII (A27M), der naturgemäß sehr eng mit dem Centaur verwandt war, da der Centaur ja eine Ersatzlösung mangels des eigentlich geplanten Motors war. Hier wurde dann endlich der 600 PS starke Rolls-Royce-Meteor-Motor verbaut, was das höhere Gewicht des Konzepts ausglich (der V12-Meteor war der erste zuverlässige Motor in einem britischen Panzer). Dieser Panzermotor war sehr zuverlässig, seine Erprobung hatte schon 1941 in zwei Crusader-Fahrgestellen begonnen. Mit einer Geschwindigkeit von 40 mph war er der schnellste britische Panzer der späten Kriegsjahre, auch wenn aufgrund des überproportional starken Verschleißes an der Radaufhängung die Höchstgeschwindigkeit letztlich zugunsten der Instandhaltung auf 52 km/h herabgesetzt wurde. Birmingham Carriage & Wagon lieferte am 1. März 1942 bereits den ersten, in Flussstahl ausgeführten Prototyp (noch vor dem ersten Prototyp des Centaur). Die Serienfertigung dieses Fahrzeugs begann jedoch erst im Januar 1943 (bei Leyland Motors), welche nun die Führung in der Fertigung übernahm.

## Varianten

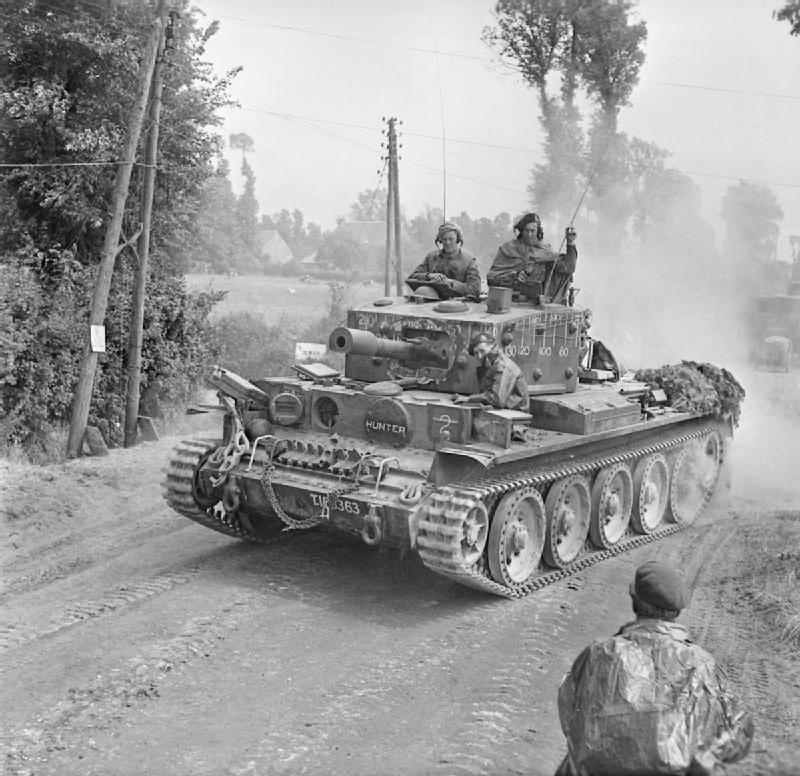
Centaur Mk IV nach der Landung in der Normandie im Juni 1944

### Cromwell
Die Cromwell Mk I bis III hatten eine 6-Pfünder-Kanone (57 mm). Der Cromwell Mk IV wurde im Oktober 1943 eingeführt und besaß eine 75-mm-Kanone, die munitionskompatibel zu der des amerikanischen M4 Sherman war. Auch die Versionen Mk Vw und Mk VII besaßen diese Kanone.
Frühe Fahrzeuge hatten genietete Wannen, ab der Ausführung IVw wurden diese geschweißt. Verschiedene Kettentypen, Änderungen an Luken und Staukästen folgten im Laufe der Produktion.
Weitere Varianten waren unter anderem der Cromwell ARV (englisch Armoured Recovery Vehicle, gepanzertes Bergefahrzeug), Cromwell Command/OP (mobiles Führungsfahrzeug und Artilleriebeobachtungsposten), Cromwell CIRD (Minenräumpanzer) und Cromwell "Prong" (Heugabel – Name für Fahrzeuge mit dem Cullin Hedgerow Cutter). Wie bei allen britischen Panzern des Zweiten Weltkrieges verfügte der Kommandant über einen Vickers-360°-Winkelspiegel MK.IV zur Beobachtung des Gefechtsfeldes unter Panzerschutz.
- Cromwell Mk I – 6-pdr und zwei BESA MG – 30 Stück aus Flussstahl für Erprobungszwecke
- Cromwell Mk II – kein MG in der Fahrzeugwanne und um 4 cm breitere Kette (0,39 m)
- Cromwell Mk III – Centaur-I-Nachrüstung mit Meteor-Motor (ursprünglich Cromwell X genannt)
- Cromwell Mk IV – Centaur III mit Meteor-Motor und 75-mm-Geschütz
- Cromwell Mk IVw – wie IV, aber mit vollständig geschweißter Wanne und Rolls-Royce-Meteor-Motor
- Cromwell Mk Vw – vollständig geschweißte Wanne
- Cromwell Mk VI – wie IV mit einer 95-mm-Haubitze ansteller der 6-pdr-Kanone
- Cromwell Mk VII – überarbeiteter IV mit Zusatzpanzerung, verstärktem Laufwerk, kleiner Übersetzung des Getriebes und breiten Ketten (0,39 m), Geschwindigkeit damit auf 32 mph/51,5 km/h reduziert (vorher 40 mph), 75-mm-Kanone
- Cromwell Mk VIIw – überarbeiteter IV mit Zusatzpanzerung, verstärktem Laufwerk, kleiner Übersetzung des Getriebes und breiten Ketten (0,39 m), Geschwindigkeit damit auf 32 mph/51,5 km/h reduziert (vorher 40 mph), 75-mm-Kanone und vollständig geschweißte Wanne
- Cromwell Mk VIII – überarbeiteter VI mit Zusatzpanzerung, verstärktem Laufwerk, kleiner Übersetzung des Getriebes und breiten Ketten (0,39 m), Geschwindigkeit damit auf 32 mph/51,5 km/h reduziert (vorher 40 mph), vollständig geschweißte Wanne und 95 mm Haubitze

### Centaur
- Centaur Mk I QF-6-Pfünder

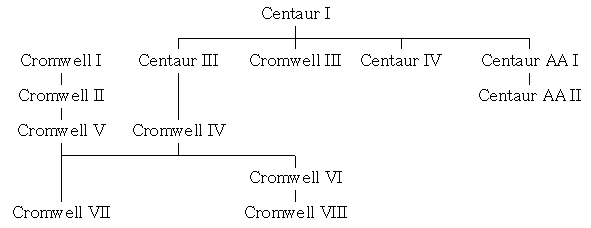
Entwicklungsbaum

- Centaur Mk II überarbeitete Ketten
- Centaur Mk III mit Ordnance QF-75-mm
- Centaur Mk IV mit Ordnance QF-95-mm-Haubitze
- Centaur AA Flakpanzer mit Zwillings-20-mm-Flak

## Einsatz
Der Cromwell wurde ab dem Juni 1944, der Normandie-Schlacht, bei den britischen Kampftruppen eingesetzt. Mit ihm waren die gepanzerten Aufklärungsregimenter des Royal Armoured Corps ausgerüstet, die 7th Armoured Division, die 11th Armoured Division und die Guards Armoured Division. Während die Panzerregimenter der Guards und 11th Armoured mit M4 Sherman ausgerüstet waren, war die 7th Armoured vollständig mit Cromwell ausgestattet.
Centaur wurden nicht an die Kampfverbände gegeben, mit Ausnahme der Ausführung mit der 95-mm Haubitze, die von den Royal Marines in der Landungsphase der Invasion verwendet wurden.
Einige Berichte von Besatzungen sind durchaus kritisch, was die Qualität des Entwurfs angeht. Dies bezog sich in erster Linie auf das Gefecht Panzer gegen Panzer, für das er ja entworfen worden war. Einig ist man sich, dass er aufgrund seiner herausragenden Mobilität ein guter Panzer war, doch seine 75-mm-Kanone war vielen deutschen Panzern unterlegen. Auch die Panzerung, mit Ausnahme der Version Mk VII, deren Frontpanzerung auf 102 mm verstärkt wurde, war nicht besonders widerstandsfähig. Er stellte somit keinen großen Schritt nach vorn dar, da er keine schräge Panzerung aufwies, jedoch besaß er, bedingt durch seine Motorisierung, eine erhebliche Geschwindigkeit auf dem Gefechtsfeld. Als die Wehrmacht nach der Ardennenoffensive nahezu keine Panzer mehr hatte und sich im Kampf gegen Panzer überwiegend auf Panzerabwehrkanonen und Panzerfäuste stützen musste, stellte die 75-mm-Mehrzweckkanone, die Sprenggranaten gegen ungepanzerte Ziele verschießen konnte, wieder einen Vorteil dar.
Die Kritik am Fahrzeug und die Tatsache, dass die neu entwickelte 17-pdr Kanone nicht in dieses Fahrzeug eingebaut werden konnte, führte dazu, dass M4 Sherman zu Sherman Firefly umgebaut und der Kampfpanzer Cruiser Mk VIII Challenger entwickelt wurden.
Siehe auch: Britische Militärfahrzeuge des Zweiten Weltkrieges